# Thibaut Courtois
Thibaut Nicolas Marc Courtois (* 11. května 1992, Bree, Belgie) je belgický fotbalový brankář a reprezentant od roku 2018 působící ve španělském klubu Real Madrid. Během svého předchozího působení v londýnské Chelsea se etabloval mezi nejlepšími brankáři na světě. Účastnil se Mistrovství světa 2014 v Brazílii, EURA 2016 ve Francii a také Mistrovství světa 2018 v Rusku, kde se stal nejlepším brankářem turnaje. Rovněž se účastnil odloženého EURA 2020.
Ve španělské Primeře División obdržel celkově třikrát ocenění pro nejlepšího brankáře soutěže – Zamorovu trofej. Naposledy tomu tak bylo po sezóně 2019/20, kdy mimo jiné vybojoval první mistrovský titul ve dresu Realu Madrid.
FIFA Courtoise zvolila nejlepším brankářem za rok 2018.

## Klubová kariéra
Z belgického klubu Racing Genk jej v červnu 2011 vykoupil anglický tým Chelsea FC, který jej obratem poslal na hostování do španělského Atlética Madrid. Zde dostal dres s číslem 13. V sezóně 2011/12 vyhrál s Atléticem Evropskou ligu a na začátku nové sezóny 2012/13 byl u triumfu v Superpoháru UEFA nad obhájcem titulu z Ligy mistrů Chelsea FC (Atlético zvítězilo 4:1).
V prosinci 2012 skončil třetí v anketě Golden Boy pořádané italským deníkem Tuttosport pro nejlepší evropské fotbalisty do 21 let (zvítězil Isco).
V základní skupině B Evropské ligy 2012/13 bylo Atlético přilosováno k týmům FC Viktoria Plzeň (Česko), Hapoel Tel Aviv (Izrael) a Académica de Coimbra (Portugalsko) a skončilo ve skupině s 12 body na druhém postupovém místě za 13-bodovou Plzní. V šestnáctifinále se střetlo s ruským mužstvem FK Rubin Kazaň a po prohře 0:2 doma a výhře 1:0 v Rusku bylo vyřazeno. Courtois v základní skupině ani v šestnáctifinále nenastoupil, přednost dostal jeho konkurent v bráně Sergio Asenjo. Ve finále Copa del Rey 17. května 2013 přispěl k vítězství 2:1 nad Realem, vychytal nemálo šancí protihráčů. Atlético získalo svou desátou trofej v této soutěži.
V sezoně 2013/14 bojovalo Atlético i díky jeho výborným výkonům o titul ve španělské lize. V Lize mistrů UEFA postoupilo do semifinále, kde se střetlo s Chelsea, Thibautovým mateřským klubem. Ve smlouvě o hostování měl klauzuli, že proti Chelsea ve vzájemných zápasech nenastoupí (pokud ano, Atlético by platilo vysokou pokutu). UEFA vydala vyhlášení, že klauzule je neplatná a Courtois může v semifinále hrát bez sankcí. Atlético ale nechtělo poškodit dobré vztahy s Chelsea, neboť chtělo brankáře na hostování i pro další sezóny. Nakonec po dohodě v semifinále nastoupil a pomohl Chelsea vyřadit po výsledcích 0:0 v Madridu a 3:1 v Londýně. Ve finále proti Realu Madrid inkasoval čtyři góly a Atlético prohrálo 1:4. Vyrovnávající branku na 1:1 přitom dostal až ve třetí minutě nastavení (hlavička Sergia Ramose). Stal se však vítězem Primera División 2013/14.
V létě 2014 se vrátil z dlouhého hostování do Chelsea, kde v přípravě bojoval o post brankářské jedničky s Petrem Čechem. Před prvním duelem sezóny v Premier League rozhodl trenér José Mourinho, že začne jako jednička, čímž ukončil dlouhé debaty o tom, kdo se do brány Chelsea postaví. 18. srpna 2014 tak při své premiéře v soutěžním utkání proti Burnley FC vychytal výhru 3:1. První čisté konto v nejvyšší anglické lize si připsal následující kolo proti Leicesteru City, které domácí mužstvo zvládlo výsledkem 2:0.
Dne 11. září 2014 podepsal novou pětiletou smlouvu s Chelsea, která si ho zavázala až do roku 2019. Po podepsání smlouvy pak Courtois řekl: „Jsem spokojený. Je příjemné vědět, že tu budu minimálně dalších pět let.“ 3. května 2015 tři kola před koncem sezóny 2014/15 získal s Chelsea ligový titul, v téže sezóně vyhrál i Football League Cup.

### Real Madrid
Po sezóně 2017/18 se opět naskytla otázka, zdali neodejde do Realu Madrid, aby žil blíže svým dvěma dětem žijícím v Madridu od doby jeho hostování v Atlétiku. Po povedeném světovém mistrovství v Rusku, odkud si přivezl bronzovou medaili a Zlatou rukavici, se rozhodl vynutit si přestup nedostavením se na trénink. Real Madrid ohlásil Courtoisův přestup 8. srpna, Chelsea jeho odchod 9. srpna. V Madridu podepsal šestiletou smlouvu a za jeho služby byla londýnskému klubu vyplacena částka necelých 39 milionů eur (35 milionů liber, 45 milionů dolarů). Konkurencí na postu jedničky mu měl být Keylor Navas.
V sezóně 2019/20 vybojoval s Realem mistrovský titul. Při venkovní výhře 2:1 na hřišti Athleticu Bilbao 5. července 2020 vychytal 17. čisté konto v sezóně v lize. Brankáři Realu Madrid se to naposledy podařilo v sezóně 1994/95, tehdy branku hájil Francisco Buyo. Během 34 ligových utkání inkasoval 20 gólů a získal tak svoji třetí Zamorovu trofej pro nejlepšího brankáře španělské ligy s průměrem 0,59 gólů na jedno utkání.
Po boku Karima Benzemy a Sergia Ramose patřil mezi opory mistrovského mužstva. Mimo toho se stal prvním hráčem od roku 1954 po Josém Luisi Pérezu-Payáovi, který se stal mistrem ve dresu městských madridských rivalů Realu a Atlétika.
V pořadí 150. soutěžní zápas ve dresu Real Madrid odehrál 4. listopadu 2021 v lize proti Realu Sociedad při výhře 2:0. I díky čistému kontu Belgičana si Real Madrid po rozehraném 16. kole utvořil osmibodový náskok na čele ligové tabulky. Při domácí ligové remíze 19. prosince 2021 s Cádizem 0:0 odehrál svůj 600. zápas v profesionální kariéře, jemu a jeho spoluhráčům však v tabulce předposlední soupeř utnul sérii 10 vyhraných zápasů po sobě. Při venkovní ligové výhře 2:1 nad Athleticem Bilbao 22. prosince obdržel gól po 538 minutách a vylepšil tak svůj osobní rekord.
V saúdskoarabském Rijádu se na stadionu krále Fahda konalo dne 16. ledna 2022 finále o španělskou Supercopu. Courtois ji pomohl vyhrát 2:0 mimo jiné tím, že v 87. minutě vychytal penaltu. Při domácí ligové výhře 1:0 s Granadou 6. února 2022 zaznamenal 100. výhru za klub a povedlo se mu to v jeho 161. zápase.
Po triumfu v La Lize si Courtois připsal start ve finále Ligy mistrů, v němž 28. května 2022 na Stade de France nastoupil proti Liverpoolu. Právě jeho výkon byl jedním z rozhodujících faktorů, který přispěl k zisku rekordní 14. trofeje španělského klubu v této soutěži. V součtu devíti zákroky zabránil skórovat soupeřovým hvězdám – kromě jiného Salahovi nebo Manému – a stal se nejlepším hráčem zápasu.

## Reprezentační kariéra
Thibaut Courtois působil v belgické fotbalové reprezentaci do 18 let, odchytal 4 utkání (první 16. září 2009 s Lucemburskem - nastoupil na jeden poločas).
Od roku 2011 je členem A-mužstva Belgie, jeho konkurenti na brankářském postu byli Simon Mignolet a Jean-François Gillet. 7. října byl nominován ke kvalifikačnímu zápasu na Euro 2012 proti Kazachstánu (výhra Belgie 4:1), nicméně do hry nezasáhl. Mezi tyče se poprvé postavil 15. listopadu 2011 v přátelském utkání proti Francii (remíza 0:0). Devatenáctiletý Courtois se stal nejmladším brankářem v dějinách belgické reprezentace.
22. března 2013 nastoupil v kvalifikačním zápase ve Skopje proti domácí Makedonii, který skončil vítězstvím Belgie 2:0. Čisté konto udržel i v domácím utkání 26. března proti stejnému soupeři, Belgie zvítězila 1:0.

### Mistrovství světa 2014
Trenér Marc Wilmots jej vzal na Mistrovství světa 2014 v Brazílii, kam Belgie suverénně postoupila z prvního místa evropské kvalifikační skupiny A.
Na turnaji byl jedničkou v bráně, jeho náhradníky byli Simon Mignolet a Sammy Bossut.
V prvním utkání Belgie v základní skupině H proti Alžírsku inkasoval jeden gól, jeho spoluhráči ale dokonali obrat v utkání na konečných 2:1. V dalších zápasech proti Rusku a Jižní Koreji udržel čistá konta, Belgie je vyhrála shodným výsledkem 1:0, získala poprvé na MS v základní skupině plný počet bodů a kvalifikovala se do osmifinále. Se šampionátem se rozloučila čtvrtfinálovou porážkou 0:1 s Argentinou.

### EURO 2016
Marc Wilmots jej nominoval i na EURO 2016 ve Francii, kde byli Belgičané vyřazeni ve čtvrtfinále Walesem po porážce 1:3. Courtois byl brankářskou jedničkou, nastoupil ve všech pěti zápasech svého mužstva na šampionátu.

### Mistrovství světa 2018

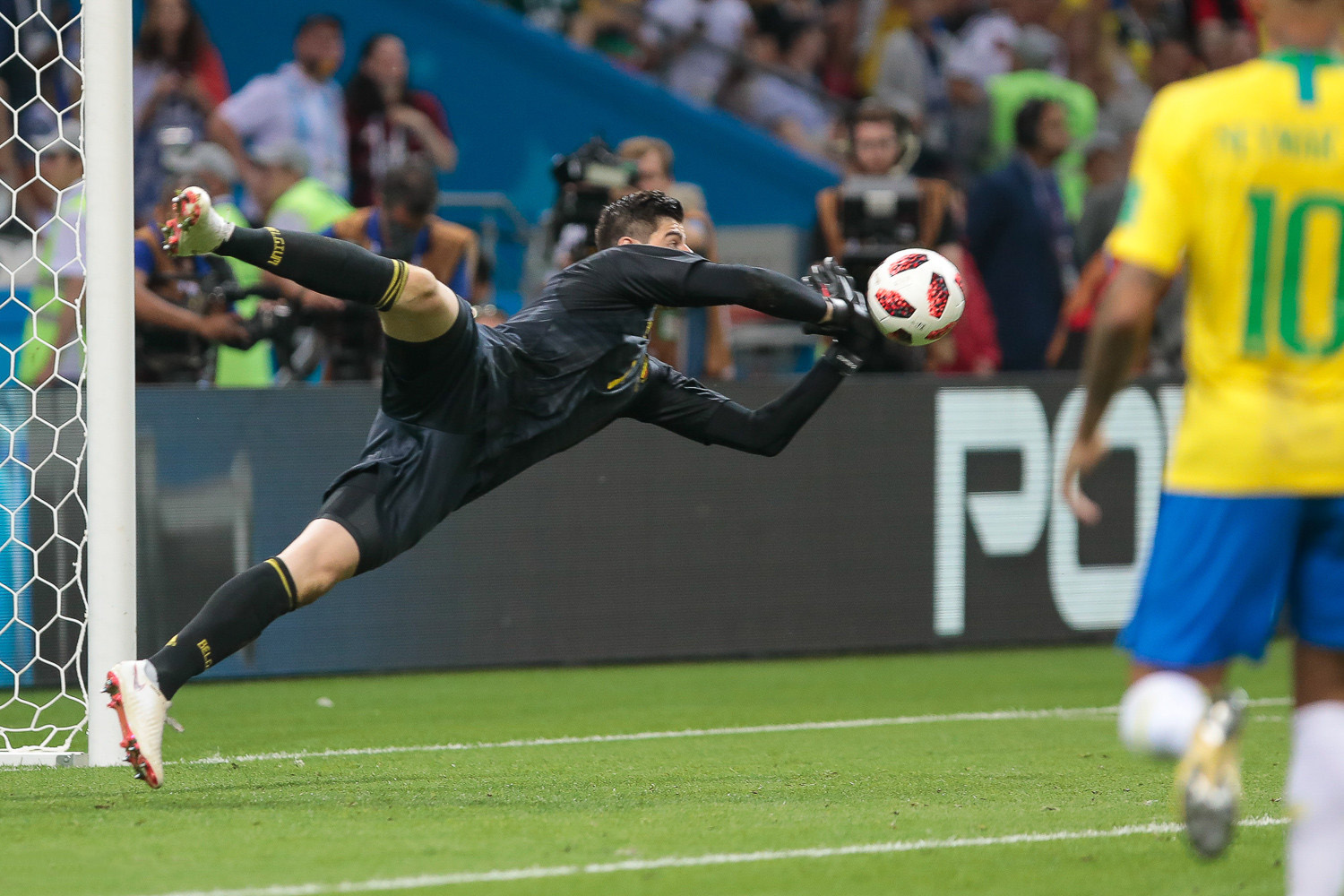
Courtois ve čtvrtfinále Mistrovství světa proti Brazílii (2018)

Courtois byl nominován i na Mistrovství světa 2018, které se konalo v Rusku. Byl gólmanem číslo jedna v průběhu celého turnaje, byl jedním z nejdůležitějších hráčů týmu a dovedl jej až do semifinále turnaje, kam se Belgie dostala poprvé od roku 1986. Udržel dvě čistá konta v základní skupině (proti Anglii a Panamě), inkasoval pouze jednou v semifinále proti Francii a udržel čistý štít v zápase o třetí místo (opět proti Anglii). Courtois předvedl 27 zákroků na finálovém turnaji, což je více, než jakýkoliv jiný gólman. Získal ocenění Zlatá rukavice pro nejlepšího brankáře turnaje.

### EURO 2020
Evropské mistrovství se kvůli pandemii covidu-19 odehrálo s ročním zpožděním. Courtois v nominaci trenéra Martíneze ohlášené 17. května 2021 nechyběl, neboť si nadále držel pozici jedničky. Belgie byla vyřazena ve čtvrtfinále pozdějším vítězem v podobě Itálie.

## Úspěchy
Klubové
KRC Genk
Jupiler Pro League
- 1× vítěz – 2010/11

Atlético Madrid
La Liga
- 1× vítěz – 2013/14

Liga mistrů UEFA
- 1× finalista – 2013/14

Evropská liga UEFA
- 1× vítěz – 2011/12

Superpohár UEFA
- 1× vítěz – 2012

Copa del Rey
- 1× vítěz – 2013/14

Chelsea FC
Premier League
- 2× vítěz – 2014/15, 2016/17

FA Cup
- 1× vítěz – 2017/18, 1× finalista – 2016/17

EFL Cup
- 1× vítěz – 2014/15

Real Madrid
La Liga
- 2× vítěz – 2019/20, 2021/22

Superpohár UEFA
- 1x vítěz – 2024

Supercopa de España
- 2× vítěz – 2020, 2021/22

Liga mistrů UEFA
- 1× vítěz – 2021/22

Mistrovství světa klubů FIFA
- 1× vítěz – 2018

Reprezentační
Belgická reprezentace
- bronzová medaile z Mistrovství světa – 2018

Individuální
- Zamorova trofej pro nejlepšího brankáře španělské La Ligy – 2012/13, 2013/14, 2019/20[4]
- Nejlepší brankář La Ligy – 2012/13
- Hráč měsíce La Ligy – Leden 2020
- Sestava sezóny Ligy mistrů UEFA – 2013/14,[54] 2020/21[55]
- Jedenáctka turnaje Ligy mistrů UEFA – 2013/14
- Nejlepší brankář podle FIFA – 2018[5]

Zdroj: